# 静岡県道198号駒越富士見線
静岡県道198号駒越富士見線（しずおかけんどう198ごう こまごえふじみせん）は、静岡県静岡市清水区駒越西から同区富士見町を結ぶ路線（県道）である。

## 概要
- 起点：静岡市清水区駒越（駒越西1丁目交差点および駒越西交差点、国道150号交点）
- 終点：静岡県清水区富士見町（万世町(まんせいちょう)交差点、国道149号交点）
- 陸上距離：5.1km
- 通称：市立病院通り

日本平の東麓沿いを南北に通る道路である。2018年3月25日、南側の清水バイパスに接続するための延長220m が開通した。バイパスの下り線（海側）に接続するためには防波堤としても機能しているバイパス本線に穴（トンネル）を開けることになるため問題視され 工事が休止していたが、2013年に静岡市が再検証を行い事業が再開された。

## 接続路線
- 国道150号（清水バイパス）
- 国道150号
- 静岡県道75号清水富士宮線
- 国道149号

## 重複区間
- 静岡県道197号入江富士見線
桜ヶ丘総合病院入口交差点 - 終点（800m）

## 沿線の施設他
- 静岡市清水日本平運動公園球技場
- 静岡市立清水病院
- 静岡市日本平消防署
- 静岡市立清水第四中学校
- 龍華寺
- 鉄舟寺
- 静岡市立清水岡小学校・静岡市立清水第二中学校
- 桜ヶ丘総合病院